# Richard (calciatore 1999)
Richard Alexandre Birkheun Rodrigues, noto semplicemente come Richard (Barão, 11 ottobre 1999), è un calciatore brasiliano, attaccante del Caxias.

## Caratteristiche tecniche
È una seconda punta.

## Carriera
Cresciuto nel settore giovanile dell'Internacional, ha esordito in prima squadra il 25 febbraio 2018 disputando l'incontro del Campionato Gaúcho pareggiato 0-0 contro il São Luiz.